# 80. ročník udílení Oscarů
Slavnostní ceremoniál 80. ročníku udílení Oscarů se uskutečnil 24. února 2008. Nejlepším filmem se stal film Tahle země není pro starý, který získal celkem 4 zlatých sošek. 

## Ceny a nominace

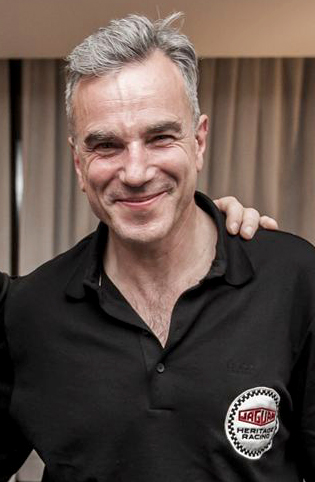
Daniel Day-Lewis, vítěz v kategorii nejlepší mužský herecký výkon v hlavní roli

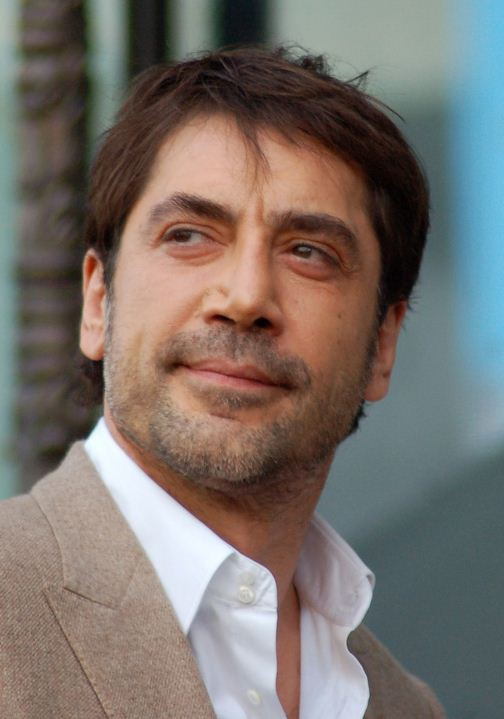
Javier Bardem, vítěz v kategorii nejlepší mužský herecký výkon ve vedlejší roli

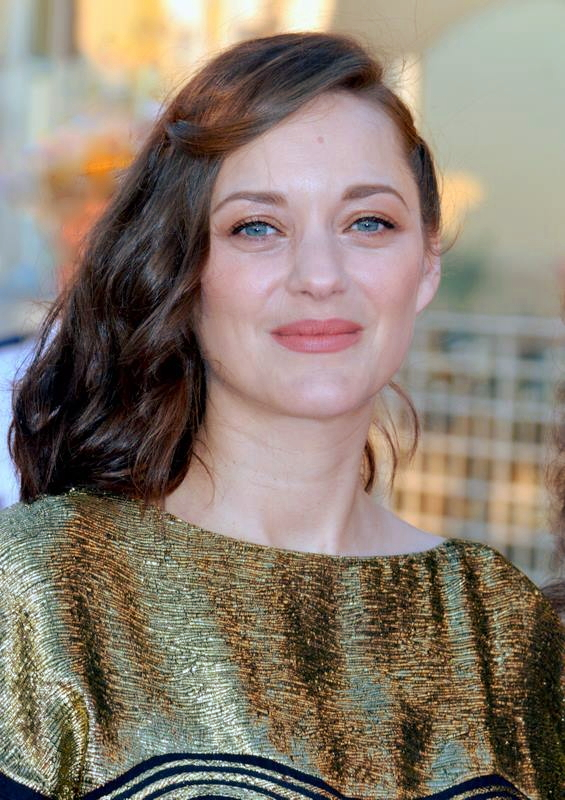
Marion Cotillard, vítězka v kategorii nejlepší ženský herecký výkon v hlavní roli

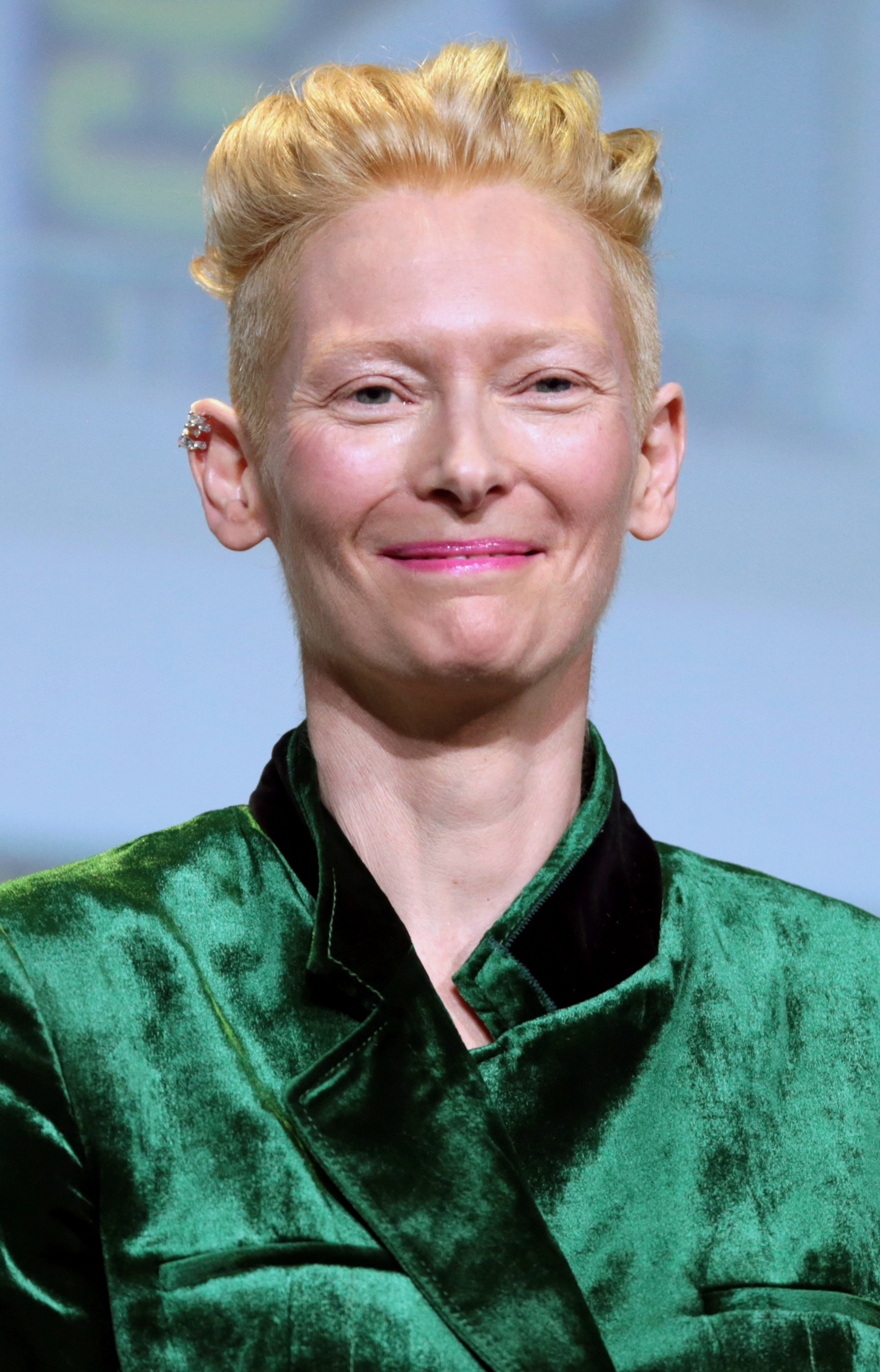
Tilda Swinton, vítězka v kategorii nejlepší ženský herecký výkon ve vedlejší roli

### Nejlepší film
Tahle země není pro starý
- Pokání
- Juno
- Michael Clayton
- Až na krev

### Nejlepší režie
Tahle země není pro starý – Bratři Coenové
- Skafandr a motýl – Julian Schnabel
- Juno – Jason Reitman
- Michael Clayton – Tony Gilroy
- Až na krev – Paul Thomas Anderson

### Nejlepší herec v hlavní roli
Daniel Day-Lewis – Až na krev
- Johnny Depp – Sweeney Todd: Ďábelský holič z Fleet Street
- Tommy Lee Jones – V údolí Elah
- George Clooney – Michael Clayton
- Viggo Mortensen – Východní přísliby

### Nejlepší herec ve vedlejší roli
Javier Bardem – Tahle země není pro starý
- Casey Affleck – Zabití Jesseho Jamese zbabělcem Robertem Fordem
- Philip Seymour Hoffman – Soukromá válka pana Wilsona
- Hal Holbrook – Útěk do divočiny
- Tom Wilkinson – Michael Clayton

### Nejlepší herečka v hlavní roli
Marion Cotillard – Edith Piaf
- Cate Blanchett – Královna Alžběta: Zlatý věk
- Ellen Page – Juno
- Laura Linneyová – Divoši
- Julie Christie – Daleko od ní

### Nejlepší herečka ve vedlejší roli
Tilda Swinton – Michael Clayton
- Saoirse Ronan – Pokání
- Cate Blanchett – Beze mě: Šest tváří Boba Dylana
- Rubby Dee – Americký gangster
- Amy Ryan – Gone Baby Gone

### Nejlepší adaptovaný scénář
Tahle země není pro starý – Bratři Coenové
- Pokání – Christopher Hampton
- Až na krev – Paul Thomas Anderson
- Skafandr a motýl – Ronald Harwood
- Daleko od ní – Sarah Polley

### Nejlepší původní scénář
Juno – Diablo Cody
- Lars a jeho vážná známost – Nancy Oliver
- Michael Clayton – Tony Gilroy
- Ratatouille – Brad Bird, Jan Pinkava, Jim Capobianco
- Divoši – Tamara Jenkins

### Nejlepší cizojazyčný film
Ďáblová dílna (Rakousko)
- Beaufort (Izrael)
- Katyň (Polsko)
- Mongol (Kazachstán)
- 12 (Rusko

### Nejlepší animovaný film
Ratatouille
- Persepolis
- Divoké vlny

### Nejlepší výprava
Sweeney Todd: Ďábelský holič z Fleet Street – Dante Ferretti, Francesca Lo Schiavo
- Americký gangster – Arthur Max, Beth A. Rubino
- Pokání – Sarah Greenwood, Katie Spencer
- Zlatý kompas – Dennis Gassner, Anna Pinnock
- Až na krev – Jack Fisk, Jim Erickson

### Nejlepší kostýmy
Královna Alžběta: Zlatý věk – Alexandra Byrne
- Sweeney Todd: Ďábelský holič z Fleet Street – Colleen Atwood
- Edith Piaf – Marit Allen
- Pokání – Jacqueline Durran
- Across the Universe – Albert Wolsky

### Nejlepší masky
Edith Piaf – Didier Lavergne a Jan Archibald
- Norbit – Rick Baker a Kazuhiro Tsuji
- Piráti z Karibiku: Na konci světa – Ve Neill a Martin Samuel

### Nejlepší kamera
Až na krev – Robert Elswit
- Pokání – Seamus McGarvey
- Skafandr a motýl – Janusz Kaminski
- Zabití Jesseho Jamese zbabělcem Robertem Fordem – Roger Deakins
- Tahle země není pro starý – Roger Deakins

### Nejlepší hudba
Pokání – Dario Marianelli
- Lovec draků – Alberto Iglesias
- Michael Clayton – James Newton Howard
- Ratatouille – Michael Giacchino
- 3:10 Vlak do Yumy – Marco Beltrami

### Nejlepší píseň
Once – Glen Hansard, Markéta Irglová – "Falling Slowly"
- Kouzelná romance – Alan Menken, Stephen Schwartz – "Happy Working Song"
- Melodie mého srdce – "Raise It Up"
- Kouzelná romance – Alan Menken, Stephen Schwartz – "So Close"
- Kouzelná romance – Alan Menken, Stephen Schwartz – "That's How You Know"

### Nejlepší střih
Bourneovo ultimátum – Christopher Rouse
- Skafandr a motýl – Juliette Welfling
- Útěk do divočiny – Jay Cassidy
- Tahle země není pro starý – Roderick Jaynes
- Až na krev – Dylan Tichenor

### Nejlepší zvuk
Bourneovo ultimátum – Karen Baker Landers, Per Hallberg 
- Tahle země není pro starý – Skip Lievsay
- Ratatouille – Randy Thom, Michael Silvers
- Až na krev – Matthew Wood
- Transformers – Ethan Van der Ryn, Mike Hopkins

### Nejlepší zvukových efektů
Bourneovo ultimátum – Scott Millan, David Parker, Kirk Francis
- Tahle země není pro starý – Skip Lievsay, Craig Berkey, Greg Orloff, Peter Kurland
- Ratatouille – Randy Thom, Michael Semanick, Doc Kane
- 3:10 Vlak do Yumy – Paul Massey, David Giammarco, Jim Stuebe
- Transformers – Kevin O’Connell, Greg P. Russell, Peter J. Devlin

### Nejlepší vizuální efekty
Zlatý kompas – Michael Fink, Bill Westenhofer, Ben Morris, Trevor Wood
- Piráti z Karibiku: Na konci světa – John Knoll, Hal Hickel, Charles Gibson, John Frazier
- Transformers – Scott Farrar, Scott Benza, Russell Earl, John Frazier

### Nejlepší dokument
Taxi na temnou stranu
- Konec v nedohlednu
- Operation Homecoming: Writing the Wartime Experience
- SiCKO
- War Dance

### Nejlepší krátký dokument
Freeheld 
- La Corona
- Salim Baba
- Sari’s Mother

### Nejlepší krátký animovaný film
Petr a vlk – Suzie Templeton, Hugh Welchman
- I Met the Walrus – Josh Raskin
- Madam Tutli-Putli – Chris Lavis, Maciek Szczerbowski
- Jak dostat ptáčka do nebe – Samuel Tourneux, Simon Vanesse
- Moja ljubov – Alexander Petrov

### Nejlepší krátký hraný film
Le Mozart des Pickpockets 
- At Night
- Il Supplente
- Tanghi Argentini
- The Tonto Woman